# Mae Hirosawa
Mae Hirosawa (* 8. Juni 1997) ist eine japanische Sprinterin, die sich auf den 400-Meter-Lauf spezialisiert.

## Sportliche Laufbahn
Erste Erfahrungen bei internationalen Meisterschaften sammelte Mae Hirosawa bei den Asienmeisterschaften 2019 in Doha, bei denen sie mit 53,54 s den vierten Platz belegte. Zudem gewann sie dort mit der japanischen 4-mal-400-Meter-Staffel in 3:34,88 min die Bronzemedaille hinter Bahrain und Indien. Anschließend schied sie bei der Sommer-Universiade in Neapel im 200-Meter-Lauf mit 24,93 s in der ersten Runde aus und wurde mit der 4-mal-100-Meter-Staffel in 44,91 s Fünfte, während sie mit der 4-mal-400-Meter-Staffel mit 3:39,67 min im Vorlauf ausschied.

## Persönliche Bestzeiten
- 200 Meter: 23,86 s (+1,5 m/s), 5. August 2018 in Yokohama
- 400 Meter: 53,27 s, 8. September 2018 in Kawasaki